# Чикагский марафон
Чика́гский марафон (англ. Chicago Marathon, полное название — Bank of America Chicago Marathon) — марафон в Чикаго, США. Являлся одним из организаторов и старейших членов AIMS. В 2006 году вышел из состава AIMS и вошёл в новую лигу из пяти на тот моментмарафонов World Marathon Majors. Имеет золотой лейбл ИААФ.
С 2009 года у марафона новый титульный спонсор — Bank of America (ранее был LaSalle Bank, но в 2007 г. его поглотил Bank of America).
В 2008 г победителем среди женщин стала Лидия Григорьева из Чувашии, а в 2009, 2010 и 2011 гг. — Лилия Шобухова из Башкортостана, которая стала первой трёхкратной победительницей Чикагского марафона.

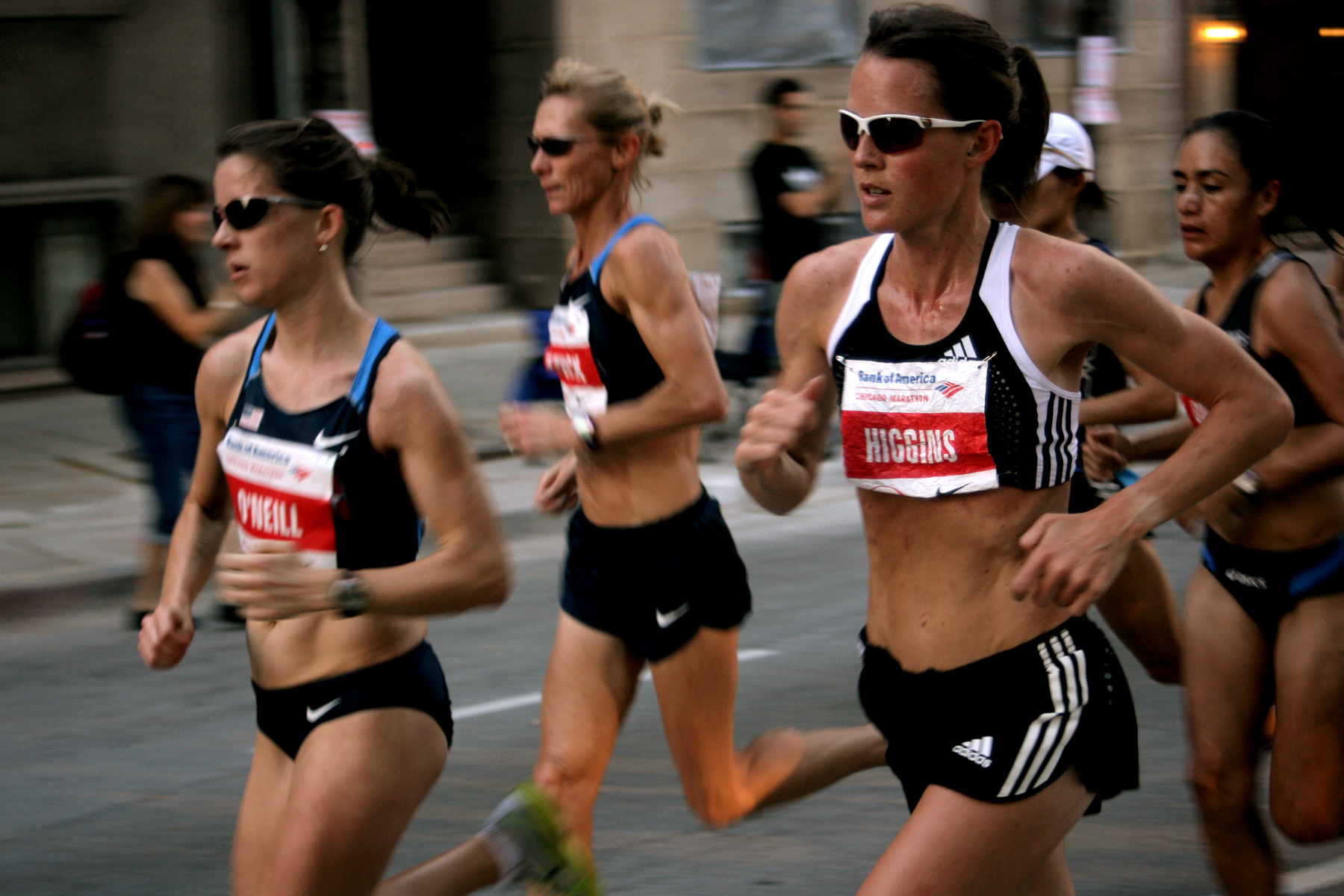
Лидирующая женская группа на отметке 3 мили в 2008 году

Четыре раза за всю историю марафона были установлены мировые рекорды: два раза мужской и два раза женский.
Пять случаев смерти произошло в истории Чикагского марафона, все случаи произошли в период 1998—2007 годы. Это согласуется с данными мировой статистики, согласно которой в среднем на 50 тыс. участников марафонов приходится один случай смерти.
В 2010 году на марафоне финишировали 36 159 участников.
9 октября 2011 г. состоялся 34-й по счёту марафон. Один человек умер во время марафона: Уилл Кавинес (Will Caviness), 35-летний пожарный, упал и умер за 450 метров до финиша. Бегунья Эмбер Миллер из Уэчестера, Иллинойс завершила дистанцию за 6:25:50. Миллер привлекла международное внимание тем, что она бежала, будучи беременной (срок 38 недель и 5 дней); схватки начались сразу после финиша и несколько часов спустя она родила дочь Одру Миллер..
13 октября 2024 года Рут Чепнгетич установила мировой рекорд 2:09:56.

## Статистика
| Год                     | Всего финишировало              | Мужчины                         | Женщины                         | Среднее время                   |
| ----------------------- | ------------------------------- | ------------------------------- | ------------------------------- | ------------------------------- |
| 2000                    | 27 870                          | 16 802                          | 11 068                          | 4:21.46                         |
| 2001                    | 28 390                          | 17 129                          | 11 261                          | 4:19.28                         |
| 2002                    | 31 093                          | 18 111                          | 12 982                          | 4:19:51                         |
| 2003                    | 32 395                          | 18 720                          | 13 675                          | 4:25.09                         |
| 2004                    | 33 033                          | 19 073                          | 13 960                          | 4:26.53                         |
| 2005                    | 32 995                          | 18 673                          | 14 322                          | 4:26:22                         |
| 2006                    | 33 618                          | 18 904                          | 14 714                          | 4:25:02                         |
| 2007                    | 28 815                          | 16 945                          | 11 870                          | 4:52:11                         |
| 2008                    | 31 343                          | 17 675                          | 13 668                          | 4:46:30                         |
| 2009                    | 33 475                          | 18 983                          | 14 492                          | 4:27:20                         |
| 2010                    | 36 159                          | 19 973                          | 16 186                          | 4:43:48                         |
| 2011                    | 35 670                          | 20 256                          | 15 414                          | 4:40:34                         |
| 2012                    | 37 455                          | 20 688                          | 16 767                          | 4:32:02                         |
| 2013                    | 39 122                          | 21 618                          | 17 504                          | 4:32:23                         |
| 2014                    | 40 801                          | 22 299                          | 18 502                          | 4:33:03                         |
| 2015                    | 37 182                          | 20 144                          | 17 038                          | 4:33:14                         |
| 2016                    | 40 608                          | 22 045                          | 18 563                          | 4:34:48                         |
| 2017                    | 44 508                          | 22 906                          | 21 602                          | 4:47:23                         |
| 2018                    | 44 584                          | 23 934                          | 20 650                          | 4:34:01                         |
| 2019                    | 45 956                          | 24 626                          | 21 330                          | 4:29:51                         |
| 2020                    | Отменён из-за пандемии COVID-19 | Отменён из-за пандемии COVID-19 | Отменён из-за пандемии COVID-19 | Отменён из-за пандемии COVID-19 |
| 2021                    | 26 112                          | 14 228                          | 11 884                          | 4:42:32                         |
| Источник: MarathonGuide |                                 |                                 |                                 |                                 |